# أوغدين (نيويورك)
أوغدين (بالإنجليزية: Ogden, New York)‏ هي بلدة أمريكية تقع في الولايات المتحدة في نيويورك (ولاية). يقدر عدد سكانها بـ 19,856 نسمة .